# سازمان نظام صنفی رایانه‌ای
سازمان نظام صنفی رایانه‌ای ایران از تیر ماه سال ۱۳۸۴ براساس قانون حمایت از پدیدآورندگان نرم‌افزار (مصوب تیرماه ۷۹ مجلس شورای اسلامی) و آیین‌نامه مصوب هیئت وزیران (مصوب تیرماه ۸۳) فعالیت خود را آغاز کرد.
این سازمان به عنوان بزرگ‌ترین تشکل مردم نهاد در حوزه فناوری اطلاعات و ارتباطات، با تلاش بی‌وقفه دست‌اندرکاران صنعت ICT کشور، با هدف تنظیم مناسبات بخش خصوصی و دولت و همچنین مشارکت مؤثر در ساماندهی امور تجاری رایانه‌ای، پیش از این در قالب انجمن شرکت‌های انفورماتیک از سال ۷۳ فعال بوده‌است که در نهایت سال ۸۴ براساس مصوبه مجلس و آئین‌نامه هیئت وزیران، تحت عنوان سازمان نظام صنفی رایانه‌ای فعالیت خود را در مقیاس وسیع تری ادامه می‌دهد.
پس از برگزاری انتخابات دوره اول در تیر ماه ۱۳۸۴، نظام صنفی رایانه‌ای با توان و ظرفیتی جدید فعالیت خود در سراسر کشور را توسعه بخشید و هم‌اکنون در تمامی استان‌ها نمایندگی استانی فعالی دارد.
در حال حاضر، دکتر حکیم جوادی  رئیس سازمان نظام صنفی رایانه‌ای و دکتر عباس رمدانی در سمت دبیرکل این سازمان فعالیت دارند. 
این اساسنامه شامل ۴۲ ماده است که در سایت سازمان قابل مشاهده است: برای مشاهده اساسنامه کلیک کنید. 
همچنین اعضای سازمان نظام صنفی رایانه‌ای کشور، با هدف به‌روز رسانی اساسنامه فعلی این صنف، در مجامع عمومی سال جاری (1401) اساسنامه الگوی پیشنهادی جدید را به تصویب رسانده‌اند که با تایید مجمع کشوری، نهایی خواهد شد.
امروزه این سازمان تلاش دارد در جایگاه تنظیم گر مناسبات بخش خصوصی و دولت در حوزه فناوری اطلاعات ضمن دفاع از حیثیت و حقوق حرفه‌ای آحاد صنف، مشارکت در تصمیم‌سازی برای این حوزه و اشاعه آن به سطوح اجرایی، بازخورد لازم از محیط اجرا را جهت تصحیح مسیر به سطوح سیاست‌گذار و برنامه‌ریز منتقل نماید.
در حال حاضر سازمان نظام صنفی رایانه‌ای کشور در 30 استان کشور فعالیت مستمر دارد و بیش از ۲7 هزار عضو حقیقی، حقوقی و فروشگاهی، دارای پروانه عضویت از این تشکل هستند.
ارکان «سازمان نظام صنفی رایانه‌ای» عبارتست از:
- نظام صنفی رایانه‌ای استان‌ها: هر نظام استانی دارای هیئت مدیره ای خواهد بود که از اعضای داوطلب واجد شرایط شاخه‌های آن توسط اعضای همان شاخه برای یک دوره سه ساله انتخاب خواهند شد. تعداد نمایندگان هر شاخه درهیات مدیره‌های استانی با توجه به تعداد اعضای آن تعیین می‌شود. هیئت مدیره در اولین نشست یک نفر را به عنوان رئیس، یک یا دو نفر را به عنوان نایب رئیس و یک نفر را به عنوان خزانه دار انتخاب می‌نماید. جلسات هیئت مدیره هر استان به‌طور متوسط هر دو هفته یکبار برگزار می‌شود.
- هیئت عمومی: هیئت عمومی سازمان نظام صنفی رایانه ای از کلیه اعضای هیئت‌مدیره نظام‌های استانی در سطح کشور تشکیل می‌شود. جلسات هیئت عمومی بر دو نوع است: مجمع عمومی عادی و مجمع عمومی فوق‌العاده، هیئت عمومی هر سال یک بار با دعوت شورای مرکزی و با حضور نماینده شورای عالی انفورماتیک، مجمع عمومی عادی خواهد داشت.
- شورای مرکزی: برای اداره امور کلان نظام، شورای مرکزی مرکب از ۲۳ عضو اصلی و ۶ عضو علی‌البدل برای مدت سه سال انتخاب می‌شوند. شورای مرکزی دارای یک رئیس، دو نایب رئیس و یک خزانه‌دار است. در صورت استعفا، فوت یا فقدان صلاحیت هر یک از اعضای شورای مرکزی، اعضای علی‌البدل همان شاخه به ترتیب آراء مأخوذه جایگزین وی خواهند شد.

همچنین اعضای این سازمان در سه شاخه شرکت‌ها ، فروشگاه‌ها و مشاوران به عضویت این سازمان در می‌آیند.
بازرس:
- شورای انتظامی کل: بر اساس ماده ۵۶ آیین‌نامه مذکور شورای انتظامی کل نظام، مرجع تجدیدنظر آرای صادر شده مبنی بر محکومیت از درجه پنج شورای انتظامی استانها است و دارای پنج عضو می‌باشد. اعضای آن برای مدت سه سال به شرح زیر منصوب و انتخاب مجدد آنها بلامانع است:
  - یک نفر حقوقدان با ۱۵ سال سابقه کار به معرفی وزیر دادگستری.
  - دو نفر به انتخاب شورای عالی انفورماتیک
  - دو نفر به انتخاب شورای مرکزی نظام همچنین به استناد ماده ۶ اساسنامه سازمان نظام صنفی رایانه ای کشور، شورای انتظامی کل یکی از ارکان نظام می‌باشد. شورای انتظامی ضمن تأکید بر توسعه تعاملات و روابط سازمان و شرکتهای عضو با قوه قضاییه و وزارت دادگستری، سعی در تدوین نظام وحدت رویه برای استانها در خصوص مسائل مرتبط با شورای انتظامی دارد.
- بازرس: مجمع هیئت عمومی عمومی سازمان یک نفر را به عنوان بازرس اصلی و یک نفر را به عنوان بازرس علی‌البدل برای مدت یک سال انتخاب می‌نماید. وظائف و اختیارات بازرس به شرح زیر است:
  - بازرس می‌تواند در جلسات هیئت مدیره بدون داشتن حق رأی شرکت نماید.
  - بازرس اختیار دارد بدون دخالت در امور اجرائی بر فعالیت هیئت مدیره نظارت داشته و دفاتر و اسناد و مدارک و اطلاعات مورد نیاز را بدون آنکه وقفه ای در فعالیتهای اجرائی هیئت مدیره ایجاد شود مطالبه و مورد بررسی قرار دهد.
  - بازرس می‌تواند برای حسابرسی صورتهای مالی پیشنهاد استفاده از مؤسسات حسابرسی را به هیئت مدیره ارائه نماید. هیئت مدیره موظف است نسبت به عقد قرارداد با مؤسسه مذکور اقدام کند.
  - بازرس موظف است صورتهای مالی مصوب هیئت مدیره را که حداقل دو هفته قبل از تشکیل مجمع عمومی سالیانه تهیه و در اختیار ایشان قرار می‌گیرد، مورد رسیدگی قرار داده و نظر خود را ظرف حداکثر پنج روز قبل از تشکیل مجمع عمومی در اختیار هیئت مدیره جهت طرح در مجمع عمومی قرار داده و گزارش سالیانه خود را به مجمع عمومی ارائه نماید.
- رئیس: در هر دوره نشست شورای مرکزی سازمان نظام صنفی رایانه‌ای در اولین نشست خود و در اجرای ماده ۶۶ آیین‌نامه دولت، از بین اعضا شورا سه نفر را به‌عنوان نامزد احراز سمت ریاست سازمان معرفی می‌شوند و یک نفر از آنها با حکم رئیس جمهور به عنوان رئیس سازمان نظام صنفی رایانه ای کشور انتخاب می‌گردد. همچنین

بر اساس ماده ۳۱ اساسنامه وظایف و اختیارات سازمان عبارتند از:
- رئیس سازمان بالاترین مقام اجرایی و اداری سازمان بوده و نمایندگی سازمان در مراجع ملی و بین‌المللی را به عهده دارد.
- مسئول اجرای مصوبات شورای مرکزی است.
- نظارت بر عملکرد دبیرخانه و تهیه پیشنهادها و توصیه‌های لازم به منظور تحقق اهداف مندرج در قانون و ارائه آن به شورای مرکزی.
- نظارت بر عملکرد نظام‌های استانی با هماهنگی شورای مرکزی به منظور حسن جریان امور و حفظ حقوق، منافع، حیثیت و شئونات حرفه‌ای.
- پیشنهاد تعیین دبیرکل
- افتتاح جلسات هیئت عمومی در مواقعی که دعوت کننده شورای مرکزی است.
- ابلاغ دستورالعمل‌ها، مصوبات و بخشنامه‌های مربوط به فناوری به نظام صنفی استان‌ها.
- انجام سایر وظایفی که از طرف هیئت عمومی یا شورای مرکزی به رئیس سازمان محول می‌شود و همچنین وظایفی که به منظور اداره نظام ضروری است.
- امضای مکاتبات عادی و اداری سازمان نظام

ریاست سازمان نظام صنفی رایانه‌ای کشور، ابتدا با رای اعضای شورای مرکزی، که خود منتخب اعضای استان‌ها هستند تعیین می‌شود و در ادامه با توجه به جایگاه رسمی و قانونی این نهاد صنفی، اعضای شورای مرکزی سه گزینه از بین خود را به عنوان رئیس پیشنهادی دوره سه ساله، به رئیس‌جمهور معرفی می‌کنند.
خرداد ماه سال ۱۴۰3، دکتر حکیم جوادی  به عنوان رئیس هفتمین دوره سازمان نظام صنفی رایانه‌ای کشور انتخاب شد و هم‌اکنون عهده‌دار این مسئولیت است.
سازمان نظام صنفی رایانه‌ای کشور دارای کمیسیون‌های تخصصی در حوزه‌های مختلف است، کمیسیون‌ها به عنوان بازوی مشورتی و استفاده از نظرات تخصصی اعضا در موضوعات مختلف تشکیل شده‌اند.
دوره هفتم نصر کشور دارای 15 کمیسیون تخصصی و یک کارگروه تخصصی برای تعیین تعرفه به شرح زیر می‌باشد. 
| کمیسیون ها                          | رئیس                     | دبیر                    |
| ----------------------------------- | ------------------------ | ----------------------- |
| رفاهی                               | حسین مطهری               | احسان شعبان نژاد        |
| صادرات خدمات فاوا                   | علی ورزشکار              | میثم عطارزادگان         |
| بین الملل                           | منوچهر نذرمحمدی          | رضا شهرکی               |
| کسب و کارهای مجازی و اقتصاد دیجیتال | محمد شوری زاده           | افشین نوبخت             |
| آموزش،پژوهش و منابع انسانی          | صائبه سلوکی              | مصطفی پروین             |
| افتا                                | بهناز آریا               | فرشید دانشگر            |
| شبکه                                | آزاد معروفی              | محمدجواد بابایی         |
| نرم افزار                           | حسام اسدی                | احمد رضائیان            |
| قوانین و مقررات                     | فرشید بخشی نژاد          | امیر قدسی               |
| اینترنت                             | سیدمحمدعلی شریفی الحسینی | علی توسلی               |
| مشاوران                             | احسان مهرآرا             | نوین مکوندی             |
| سخت افزار                           | مجتبی مرادجو             | کیوان یزدان پناه        |
| رمز ارز و بالکچین                   | عباس آشتیانی             | محمدصادق آزادانی        |
| تحول دیجیتال                        | احمد نیرومند             | سید محم ود شجاعی کیاسری |
| پایش تصویری                         | سید حسین هاشم نیا        | فرشید جهان بخشی         |
| اینترنت اشیاء                       | روزبه بابازاده           | نیلوفر کریمی آذر        |
| هوش مصنوعی و علم داده               | حسین مستخدمین حسینی      | مهران ضیابری            |
| کارگروه تعرفه                       | بابک صدیقی               | علی آذرکار              |
| سرگرمی و بازی‌های رایانه‌ای           | محمد زهتابی              | ابوالفضل صادق           |

هر یک از نظام‌های صنفی رایانه‌ای استانی با برگزاری مجمع و انتخاب هیئت مدیره‌ای متشکل از ۶ الی ۲۵ نفر، با توجه به ظرفیت فناوری اطلاعات در هر استان، کار خود را دنبال می‌کنند. این نظام‌ها نیز همانند سازمان نصر کشور، دارای کمیسیون‌های تخصصی هستند و با گرد هم آوردن متخصصان و کارشناسان نخبه بخش خصوصی در کنار هم، تلاش می‌کنند اهداف و سیاست‌های خود را دنبال کنند.
- گزارش تصویری بیست و هفتمین دوره الکامپ (لینک)
- بیست و هفتمین نمایشگاه بین المللی الکترونیک، کامپیوتر و تجارت الکترونیک، در محل دائمی نمایشگاههای بین المللی تهران آغاز به کار کرد. (لینک)
- نمایشگاه الکامپ ۱۴۰۳(لینک)

رییس سازمان نظام صنفی رایانه ای کشور:رویکرد مهم الکامپ امسال توجه به محتواست (لینک)
- پیش‌ ثبت‌نام الکامپ 1404 از 15 اسفند آغاز می‌شود (لینک)